# 昆西鎮區 (堪薩斯州格林伍德縣)
昆西鎮區（英語：Quincy Township）為美國堪薩斯州格林伍德縣轄下的鎮區。2010年美国人口普查中此鎮區人口有145人。

## 地理
昆西鎮區涵蓋總面積為155.9平方（60.21平方英里），其中陸地面積為155.6平方（60.09平方英里），水域面積為0.31平方（0.12平方英里）或0.20%。海拔高度345（1,132英尺）。

## 人口統計
根據2010年美國人口普查，昆西鎮區人口有145人，其中男性有73人，女性有72人，人口密度為每平方公里0.93人，住房計86戶。鎮區內的白人有141人，非裔美國人有0人，美洲原住民有4人，亞裔美國人有0人，太平洋島裔美國人有0人，其他種族有0人，混血種族則有0人。此外鎮區內有0人為西班牙裔或拉丁裔美國人。此鎮區之年齡中位數為46.2歲，而男性年齡中位數為46.5歲，女性年齡中位數為44.5歲。

## 交通

### 主要公路
- 54號美國國道